# آربای‌خیر
آربای‌خیر یا آروای‌خیر (به زبان مغولی: Арвайхээр сум، [Arvajxeer sum]؛ ᠠᠷᠪᠠᠶᠢᠬᠡᠭᠡᠷ ᠰᠤᠮᠤ، [arbayikeger sumu]) شهر و شهرستانی (سُوم) در استان اوبرخانغای کشور مغولستان است که در سال ۱۹۹۷ میلادی دارای ۱۲٬۳۰۰ نفر جمعیت بوده و 
در سال ۲۰۰۸ با رشدی معادل +۳٫۶% (۱۳٬۳۲۲ نفر)، تعداد سکنه‌های آن به ۲۵٬۶۲۲ رسیده‌است.